# Thori Staples Bryan
Thori Yvette Staples Bryan (* 17. April 1974 in Baltimore, Maryland) ist eine ehemalige US-amerikanische Fußballspielerin.

## Karriere

### College
Nachdem sie in der Jugend sowohl erfolgreich in der Leichtathletik als auch dem Fußball war, widmete sie sich ab dem College letzterem und lief so von 1992 bis 1995 für das NC State Wolfpack auf.

### Klub
Nach ihrem Abschluss spielte sie ab 199 bis zum Jahr 2000 in der USL W-League für die Raleigh Wings. Darin war sie auch im Jahr 1999 noch kurzzeitig für Fortuna Hjørring in Dänemark aktiv. Im Jahr 2001 schloss sie sich dem frisch gegründeten WUSA-Franchise Bay Area CyberRays an und verblieb hier auch bis zum Ende des Franchise nach der Saison 2003. Nach mehr als fünf Jahren ohne Klub schloss sie sich im Jahr 2008 nochmal den Carolina Railhawks an, um nochmal in der W-League zu spielen.

### Nationalmannschaft
In der US-Nationalmannschaft hatte sie ab dem Jahr 1993 erste Einsätze. Für die Weltmeisterschaft 1995, wurde sich dann auch nominiert und kam hier in den beiden letzten Gruppenspielen, dem Viertelfinale als auch dem Spiel um Platz drei gegen die Volksrepublik China zum Einsatz. Auch für den Kader beim Turnier der Olympischen Sommerspiele 1996 nominiert, kam hier jedoch nicht zum Einsatz. Trotzdem war sie so Teil der Mannschaft, die am Ende die Goldmedaille gewann.